# Kleyner Bejarano Mena
Kleyner Bejarano Mena (16 de septiembre de 1989) es un jugador de fútbol colombiano. Debutó exitosamente desde el año 2007 en la Segunda División del Fútbol Profesional Colombiano.

## Trayectoria
Kleyner juega de lateral derecho, volante por izquierda o derecha (defensa). Su trayectoria como deportista comenzó en Chigorodó (Antioquia). Su carrera profesional inicia en Expreso Rojo y fichó después por Cortuluá.

## Estadísticas

### Clubes
| Club             | País           | Año         |
| ---------------- | -------------- | ----------- |
| Expreso Rojo     | Colombia       | 2007        |
| Barranquilla FC  | Colombia       | 2009 - 2010 |
| Cortuluá         | Colombia       | 2011        |
| Junior           | Colombia       | 2012        |
| Fortaleza FC     | Colombia       | 2013        |
| Colorado Springs | Estados Unidos | 2015        |
| Orange County FC | Estados Unidos | 2018        |